# Kinetisk bombardering

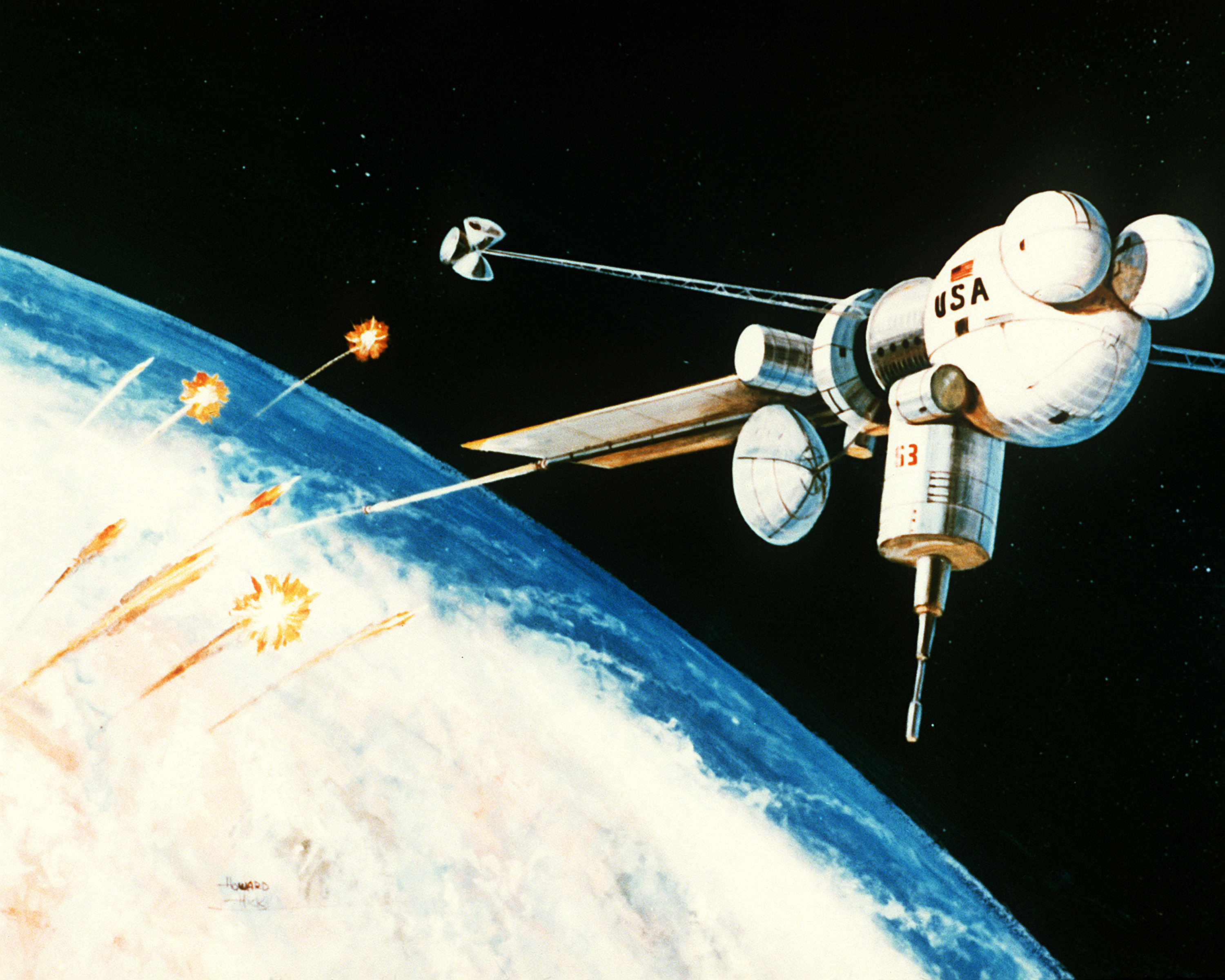
Äldre konceptillustration av en försvarssatellit som utför stratoanfall mot jordens yta.

Kinetisk bombardering (engelska: kinetic bombardment) eller kinetiskt stratoanfall (engelska: kinetic orbital strike) är en hypotetisk handling att från omloppsbana bombardera en planetyta (stratoanfall) med en inert kinetisk projektil varvid verkan erhålls från mycket hög anslagshastighet uppnådd av den stora fallsträckan i samverkan med projektilens kinetiska energi. Den typiska idén är att låta en försvarssatellit i omloppsbana bära magasin med stora torpedformade metallstänger med hög densitet (exempelvis volfram) och viss styranordning (exempelvis vektoriserad dragkraft). Om dessa fälls mot ytan kan de slå ner med en anslagshastighet över mach 10 (över 3 kilometer i sekunden). Vid sådan kinetisk energi kan jordskorpan bräckas och skapa jordbävningar, utöver en massiv explosion skapad av anslagsenergin.
Konceptet har erhållit öknamnet ”guds ten” (engelska: Rods of God) och har sitt ursprung i kalla kriget.